# Sterling Campbell
Sterling Campbell (født 3. maj 1964) trommeslager. Blev i 1989 medlem af Duran Duran og medvirkede på albummet Liberty, men forlod dog bandet igen omkring 1991 for at fortsætte som trommeslager i Soul Asylum og for David Bowie.